# Брезоајеле (Дамбовица)
Брезоајеле (рум. Brezoaiele) насеље је у Румунији у округу Дамбовица у општини Брезоаеле. Oпштина се налази на надморској висини од 125 m.

## Становништво
Према подацима из 2011. године у насељу је живело 4100 становника.